# 잔이구

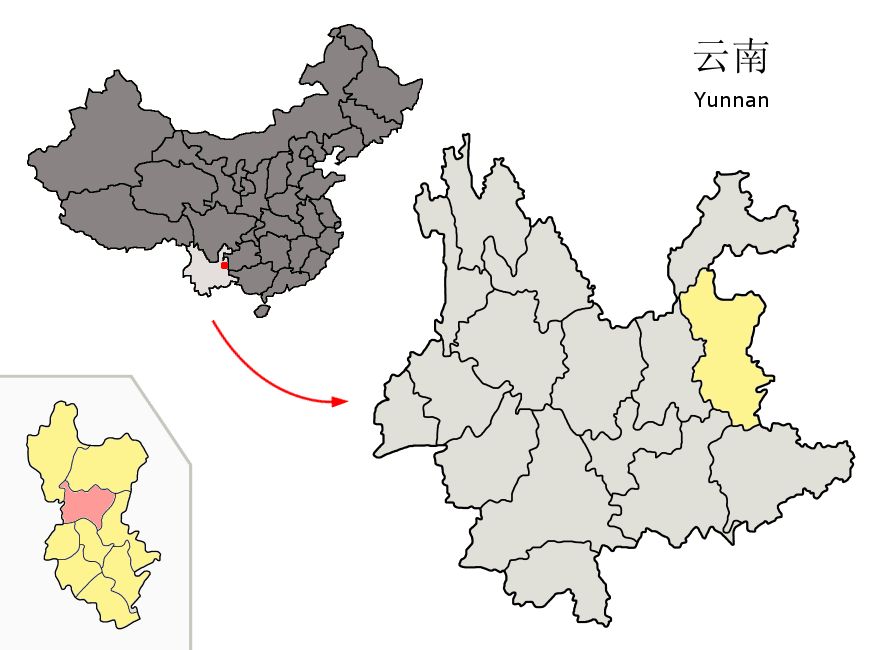
잔이 구의 위치

잔이구(한국어: 첨익구, 중국어: 沾益区, 병음: Zhānyì Qū)는 중화인민공화국 윈난성 취징 시의 시할구이다. 넓이는 2,910 km2이고, 인구는 2007년 기준으로 410,000명이다.

## 기후
연평균 기온은 14.5°C이고 연평균 강수량은 1000mm이다. 무상일수는 254일이고 연일조시간은 2000시간이다.

## 행정 구역
3개 진, 5개 향을 관할한다.
- 진: 西平镇, 白水镇, 盘江镇.
- 향: 炎方乡, 播乐乡, 大坡乡, 菱角乡, 德泽乡.